# Arnold Chernushevich
Arnold Chernushevich (n. 15 ianuarie 1933, Miensk, RSS Bielorusă, URSS – d. 2 septembrie 1991) a fost un scrimer ce a reprezentat Uniunea Republicilor Sovietice Socialiste, medaliat olimpic. A participat la 2 ediții ale Jocurilor Olimpice (1956, 1960) în care a câștigat o medalie de bronz.